# Konvention zum Schutz des Kulturerbes unter Wasser

Logo der Deutschen UNESCO-Kommission für Kulturerbe unter Wasser

Die Konvention zum Schutz des Kulturerbes unter Wasser aus dem Jahre 2001 wurde geschaffen, um den Schutz des Unterwasserkulturerbes dem Schutz des Kulturerbes an Land anzupassen und die Zusammenarbeit zwischen den verschiedenen Staaten zu regeln und zu erleichtern. Die Konvention trat 2009 in Kraft und ist bisher von 80 Staaten ratifiziert worden (Stand 19. Juni 2025), darunter 2019 von der Schweiz, jedoch noch nicht von Deutschland oder Österreich.
Unter Unterwasserkulturerbe versteht die Konvention der UNESCO dabei alle Spuren menschlicher Existenz, die mehr als 100 Jahre unter Wasser gelegen haben und von historischer oder kultureller Bedeutung sind. Pipelines und andere noch in Benutzung stehende Anlagen bleiben dabei allerdings ausgeschlossen.
Die UNESCO-Konvention beinhaltet keine Regelung über das Eigentum an gefundenem Kulturgut und beabsichtigt nicht die staatlichen Hoheitsrechte in den verschiedenen Seezonen zu ändern.

## Der Inhalt der Konvention
Die Konvention konzentriert sich auf drei Haupt-Punkte, um ihr Ziel des Schutzes des Unterwasserkulturerbes zu erreichen:
- Die Festlegung genereller Schutzprinzipien für Unterwasserkulturerbe
- Die Einrichtung eines internationalen Kooperationssystems
- Die Festlegung von Richtlinien für die Arbeit von Unterwasserarchäologen (im Annex der Konvention)

### Die Schutzprinzipien der Konvention von 2001
Die generellen Schutzprinzipien der Konvention der UNESCO von 2001 sind in Harmonie mit den bereits für Kulturerbe an Land anerkannten Prinzipien. Sie umfassen das Prinzip des Schutzes und der Nichtkommerzialisierung des Kulturerbes, den Vorzug der Konservierung des Kulturerbes am Fundort und die Beachtung archäologischer Standards bei einer eventuellen Fundbergung.
Die Konvention unterstützt den respektvollen Zugang zu archäologischen Stätten durch die Öffentlichkeit.
Dass bei diesen generellen Prinzipien der Konvention das Problem der kommerziellen Ausbeutung bei weitem das schwerwiegendste ist, ist, wie schon oben erwähnt, kein Geheimnis.

### Das internationale Kooperationssystem
Neben der Festlegung von Schutzprinzipien ist das Kooperationssystem, welches eine Zusammenarbeit betroffener Staaten ermöglichen soll, ein wichtiger Bestandteil der UNESCO-Konvention. Dieses System wurde erarbeitet, um eine Lösung für Lücken in staatlichen Hoheitsrechten auf See zu finden.
Je weiter man sich von der Küste eines Staates entfernt, umso geringer werden die Hoheitsrechte des Küstenstaates. Auf hoher See hat ein Staat daher nur noch Rechte über seine eigenen Staatsangehörigen und Schiffe, die unter seiner Flagge fahren. Wenn eine nicht in Territorialgewässern befindliche archäologische Stätte geplündert wird, bedarf es daher der Zusammenarbeit des Küsten- und des Herkunftsstaates (oder auch weiterer interessierter Staaten), um Plünderer zu stoppen. Diese Zusammenarbeit wird durch die 2001er UNESCO-Konvention geregelt. Hoheitsrechte oder Seerechtszonen werden hierdurch allerdings explizit nicht abgeändert.
Das Kooperationssystem der Konvention regelt, dass jeder Staat die Schädigung des Unterwasserkulturerbes untersagt, seine Staatsangehörigen verpflichtet, Funde oder Aktivitäten zu melden und die Verpflichtung übernimmt, die anderen Vertragsstaaten der Konvention über empfangene Meldungen zu informieren. Diese können dann ihr Interesse an einer Kooperation anmelden, falls sie eine nachweisbare historische Verbindung zu dem betroffenen archäologischen Fund haben. Staaten, die so ihr Interesse angezeigt haben, werden untereinander beraten, und die getroffenen Beschlüsse werden im Interesse des Kulturerbes und aller betroffener Staaten von einem Koordinierungsstaat umgesetzt. Der Koordinierungstaat handelt als Vertreter und erwirbt keine zusätzlichen Hoheitsrechte. Die Legitimation für Hoheitsakte gegenüber Personen und Schiffen auf hoher See ergibt sich aus dem Hoheitsrecht des an der Beratung teilnehmenden Herkunftsstaates.

### Die Richtlinien für die Arbeit der Unterwasserarchäologen
Der Annex der 2001er UNESCO-Konvention setzt Standards für die Arbeit von Unterwasserarchäologen. Seine Regeln haben weltweit eine breite Unterstützung durch Archäologen gefunden. Sie setzen Prinzipien für archäologische Arbeit, die Dokumentation und die Finanzierung von Ausgrabungen. Sie sind nicht nur für Archäologen hilfreich, sondern auch für Behörden, die sich vor die Frage gestellt sehen, ob sie einem Antrag auf eine Ausgrabung stattgeben sollen oder nicht.